# 고호쿠촌 (도쿄부)
고호쿠촌(江北村)은 1889년부터 1932년까지 존재했던 일본 도쿄부 미나미아다치군의 촌이다. 현재의 도쿄도 아다치구에 해당한다.

## 개요
고호쿠촌은 서쪽과 남쪽이 강으로 구분된 지역이다. 남쪽으로는 현재의 스미다강(구 아라강, 에도시대 초기까지는 이리마강)으로 구분되어 그 북쪽에 광대한 고원이 펼쳐져 있으며, 예로부터 농업이 번성했던 지역이다.

## 역사
- 1889년 5월 1일 - 시정촌제 시행에 의해 미나미아다치군 고호쿠촌이 성립하였다.
- 1932년 10월 1일 - 3정 6촌과 함께 도쿄시에 편입해, 아다치구가 되었다.

## 참고문헌
- 「足立風土記稿-地区編3江北」編集:足立区立郷土博物館/発行:足立区教育委員/発行日:平成12年3月
- 「江北村と足立」著者:矢萩三保三/編集:足立区郷土資料刊行会/発行:足立史談会/発行日:昭和62年6月1日
- 「足立の歴史」著作/編集/発行:足立区役所/発行日:昭和47年11月1日（広報資料）
- 「東京都政50年史」著作/編集/発行:東京都/発行日:平成6年12月10日
- 「ブックレット足立風土記3江北地区」編集:足立区立郷土博物館足立風土記編さん委員会/発行:足立区教育委員/発行日:平成14年10月1日 ISBN 4-901967-02-9
- 「南足立郡史誌」著作/編集/発行:東京府南足立郡役所/発行日:大正5年7月28日（復刻版発行日昭和63年10月5日 ISBN 4-88477-116-8）